# Пирій повзучий
Пирі́й повзу́чий, пирій звичайний, перійка звичайна (Elymus repens (L.) Gould) — багаторічна рослина з роду пирійник (Elymus) родини тонконогових. Лікарська[джерело?], кормова і харчова рослина; також вважається бур'яном.

## Опис

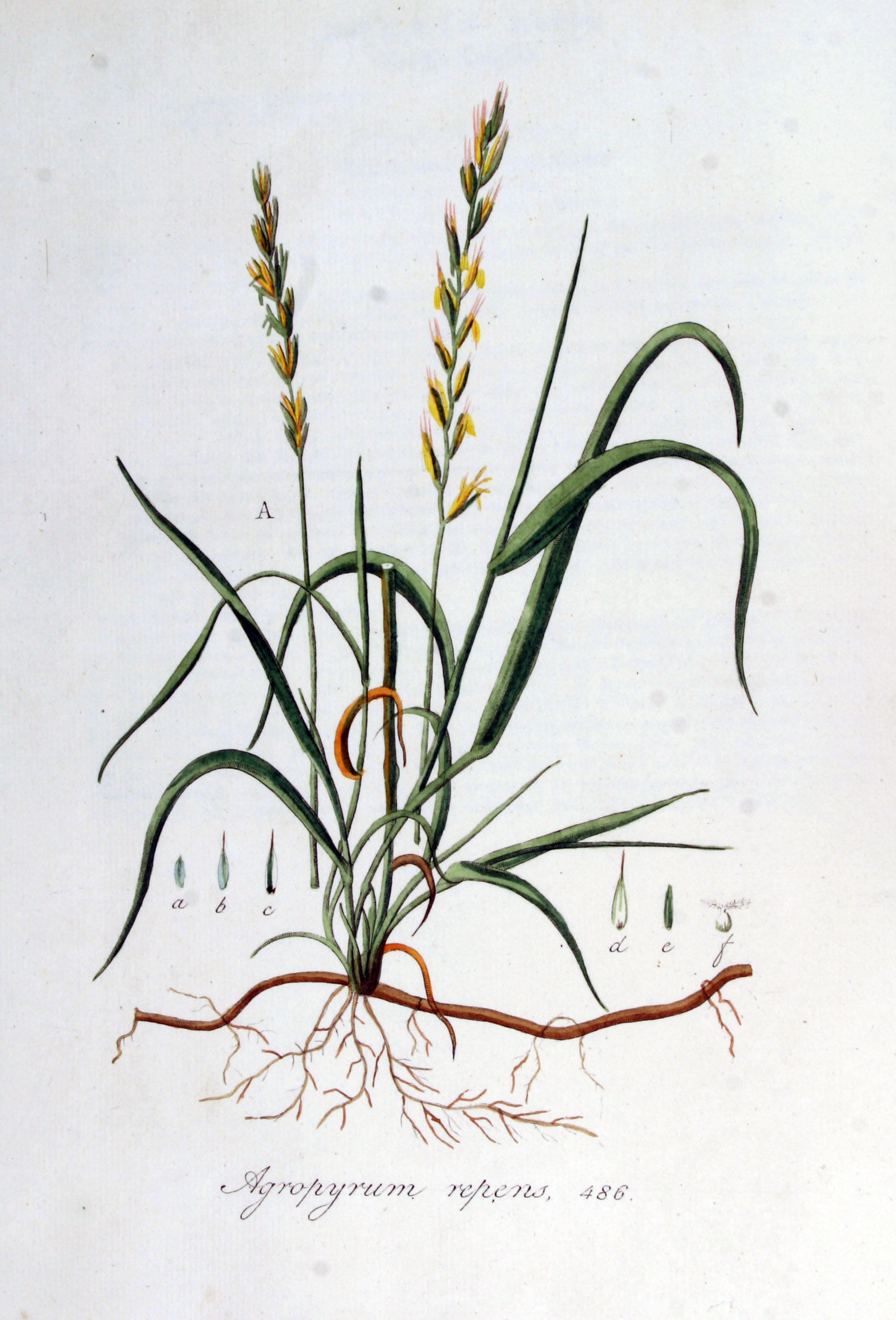
Ілюстрація пирія повзучого у книзі Яна Копса «Flora Batava», Volume 7 (1830)

Трав'яниста рослина з довгим повзучим кореневищем. Стебла прямостоячі або висхідні, циліндричні, зелені, з потовщеними вузлами і порожнистими міжвузлями. Листки (3-10 мм завширшки) чергові, сидячі, лінійні, плоскі, зісподу гладенькі, зверху шорсткі, часто з рідкими волосками по жилках. Піхви голі, гладенькі, язичок короткий.
Суцвіття — прямостоячий складний колос (до 15 см завдовжки). Колоски (10-18 мм завдовжки) багатоквіткові, ланцетні, сидять на виступах осі колоса. Колоскові луски (6-12 мм завдовжки) ланцетні, гострі з п'ятьма-сімома жилками, гладенькі або шорсткі. Нижня квіткова луска (7-10 мм завдовжки) ланцетна, гола, на верхівці тупувата, загострена або з коротким остюком. Тичинок три, маточка одна, зав'язь верхня з двома перистими приймочками. Плід — лінійнодовгаста зернівка (до 4 мм завдовжки), на верхівці волосиста.

## Поширення
Поширений по всій Україні, частіше в Лісостепу і степу, утворює суцільні зарості, особливо на свіжих перелогах.
Промислова заготівля можлива в усіх областях, запаси сировини значні.

## Екологія
Перійка звичайна росте як злісний бур'ян на залужених лісових і лісокультурних площах, лісосіках, забур'янених місцях. Світлолюбна рослина. Цвіте в червні — липні.

## Практичне використання
У народній медицині кореневища застосовують при хворобах дихальних шляхів і нирок, як кровоочисний засіб, при нічному нетриманні сечі, при частковій втраті зору, при туберкульозі легень, жовтяниці, порушенні менструального циклу, ревматизмі і ломотах, при венеричних хворобах, водянці, каменях в сечових і жовчних шляхах, рахіті, фурункулах запаленнях сечового міхура та геморої.
Пирій повзучий використовують у гомеопатії.
Цінна кормова рослина. Лугове і перелогове сіно, скошене до цвітіння, відзначається високими поживними властивостями. На пасовищах пирій поїдається всіма видами худоби, вважається молокогінним засобом для корів. У фазі цвітіння містить 9 % протеїду, 2,7 жиру, 31 клітковини, 47 % безазотистих екстрактивних речовин. Урожай сіна на перелогах коливається від 6 до 15 (26) ц/га, на заливних луках — 20-60 ц/га.

### У харчуванні
У кореневищах пирію містяться полісахарид трицитин, камедь, слиз, яблучна та інші кислоти, ефірна олія, каротин, вітамін С, крохмаль.
З розмелених кореневищ отримують борошно, з якого можна готувати напої, зокрема пиво. Цілі кореневища також використовуються у виготовленні пиріївки. 
Збирають білі розгалужені кореневища пирію напровесні. Їх миють, просушують, а потім перетирають, щоб звільнити від бурої луски на вузлах. Кореневища січуть в ночвах на дрібні шматочки і сушать доти, доки вони не стануть придатні для перемелювання на борошно.

## Збирання, переробка та зберігання
Заготовляють кореневища рано навесні або восени при оранці перелогів, витягуючи їх боронами або викопуючи лопатами. Потім обрізують надземні частини і корені, а кореневища миють у холодній воді. Сушать на горищах або під наметами, розстилаючи тонким шаром на папері чи тканині і періодично перемішують. Сировину пакують у мішки вагою по 40 кг. Зберігають у сухих, добре провітрюваних приміщеннях.

## Синоніми
- Agropyron repens (L.) P.Beauv.
- Agropyron junceum var. repens  (L.) T.Marsson
- Agropyron repens (L.) P.Beauv.
- Braconotia officinarum  Godr.
- Elytrigia repens  (L.) Nevski
- Frumentum repens  (L.) E.H.L.Krause
- Triticum infestum  Salisb.
- Zeia repens  (L.) Lunell